# Hiei (1877)
Hiei (japonsky: 比叡) byla obrněná korveta třídy Kongó postavená pro japonské císařské námořnictvo v 70. letech 19. století ve Spojeném království, protože Japonci v té době nebyli schopni stavět velké válečné lodě. V roce 1887 se stala cvičnou lodí a podnikala plavby do Středozemního moře a do zemí na pobřeží Tichého oceánu. Loď se vrátila do aktivní služby během první čínsko-japonské války v letech 1894–1895, kde byla poškozena během bitvy na řece Jalu. Hiei se také zúčastnila bitvy u Wej-chaj  a invaze na Formosu v roce 1895. Poté plavidlo sloužilo k výcviku, i když se ještě zapojilo do rusko-japonské války v letech 1904–1905. V roce 1906 byla Hiei překlasifikována na průzkumnou loď a v roce 1912 byla prodána do šrotu.

## Popis
Během krátké japonské okupace Tchaj-wanu v roce 1874 vzrostlo napětí mezi Čínou a Japonskem, a japonská vláda si uvědomila, že vzhledem k budoucímu vypuknutí válečného konfliktu potřebuje posílit své námořnictvo. Následující rok vláda zadala objednávku na obrněnou fregatu Fusó a dvě lodě třídy Kongó, navržené britským námořním inženýrem Edwardem Reedem. Plavidla byla stavěna v Británii, protože žádná japonská loděnice nebyla schopna postavit lodě této velikosti.
Hiei byla 67,1 m dlouhá mezi svislicemi, šířka činila 12,5 m a měla ponor 5,8 m. Na lodi o výtlaku 2 284 t sloužilo 234 mužů, z toho 22 důstojníků. Trup byl kompozitní konstrukce z oceli a dřeva. Pohon zajišťoval dvouválcový parní stroj s dvojitou expanzí o výkonu 2 450 hp (1 900 kW) a loď mohla dosáhnout rychlosti 13,5 uzlů (25,0 km/h). Během námořních zkoušek ze 7. prosince 1877 dosáhla loď maximální rychlosti 13,92 uzlů (25,78 km/h). Zásoby uhlí zajišťovaly dosah 5 700 km při rychlosti 10 uzlů (19 km/h). V roce 1889 v Jokosuce loď dostala dva nové ocelové dvojité válcové kotle, a při námořních zkouškách dosahovala maximální rychlosti 10,34 uzlů (19,15 km/h) a 1 279 hp (954 kW). Vrchní části stěžňů byly odstraněny v roce 1895.

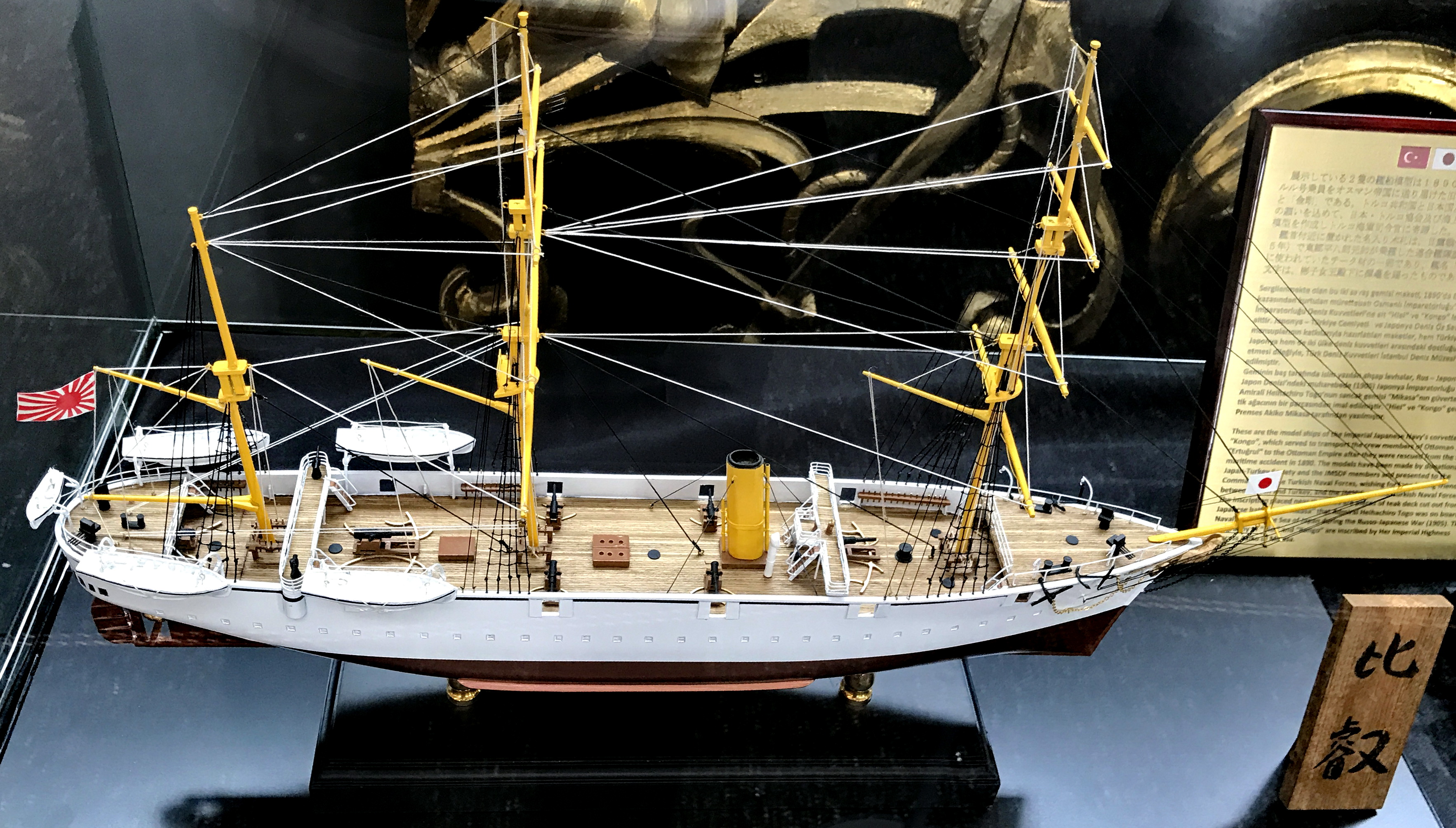
Zmenšený model japonské obrněné korvety Hiei vystavený v Námořním muzeu v Istanbulu

Hiei byla vybavena třemi 172mm a šesti 152mm kanóny. Během 80. let 19. století byla výzbroj lodi posílena přidáním čtyř čtyřhlavňových 25mm zbraní zn. Nordenfelt a dvou pětihlavňových 11mm kulometů Nordenfeldt, také obdržela dva 356mm torpédomety. Roku 1897 byla přidána dvojice 2,5liberních děl Hotchkiss ráže 47 mm. Po skončení rusko-japonské války byla výzbroj zredukována na šest 12liberních kanónů ráže 76,2 mm (původně ruských) a šest 2,5liberních děl.
Loď byla pojmenována po hoře Hiei.

## Stavba a služba
Objednávka na stavbu Hiei byla dohodnuta se společností Milford Haven Shipbuilding and Engineering Co. v Pembroke Dock ve Walesu dne 24. září 1875 za cenu 119 600 liber bez výzbroje. Japonské zdroje všeobecně uvádějí 24. září 1875 za datum položení kýlu, tedy stejné jako datum zadání zakázky. Historik Hans Langerer to ale pokládá za nepravděpodobné a tvrdí, že žádná loděnice by neobjednala dostatek materiálu k zahájení stavby bez předchozího uhrazení hotovosti. Na vodu byla loď spuštěna 11. června 1877, kdy Reedova dcera rozbila láhev šampaňského o příď lodi; dokončeno byla v únoru 1878. Do Japonska odplula 22. března pod velením britského kapitána a s britskou posádkou, protože japonští námořníci ještě nebyli připraveni na tak dlouhou cestu. Jedním z cestujících na její palubě byl budoucí admirál Heihačiró Tógó, který právě po šesti letech ukončil svá studia ve Spojeném království. Hiei dorazila do Jokohamy 22. května a o měsíc později byla přidělena k Jokosuckému námořnímu okruhu. Dne 10. července se v Jokohamě konal formální ceremoniál převzetí lodi, kterého se zúčastnil císař Meidži a mnoho vysokých vládních úředníků. Loď byla tři dny po obřadu otevřena pro prohlídky šlechticům, jejich rodinám a pozvaným hostů, a od 14. července si mohla po sedm dní loď prohlédnout i široká veřejnost.
Během roku 1880 Hiei navštívila přístavy v Indii, Persii, Perském zálivu a různé přístavy v jihovýchodní Asii. V roce 1886 byla přidělena k Džóbi šó-kantai (常備小艦隊 ~ malé stálé loďstvo) a v roce 1887 se stala cvičným plavidlem. Spolu se svou sesterskou lodí Kongó vyplula Hiei 13. srpna 1889 ze Šinagawy s kadety z Japonské císařské námořní akademie na cvičnou plavbu do Středozemního moře a vrátila se 2. února 1890. 5. října lodě odpluly ze Šinagawy do Kóbe, kde se nalodilo 69 přeživších námořníků ze ztroskotané osmanské fregaty Ertuğrul, a plavily se s nimi do Istanbulu. Zde dopluly 2. ledna 1891 a důstojníci lodí byli přijati sultánem Abdulhamidem II. Na zpáteční cestě plavidla navštívila přístav v Pireu, kde je poctil návštěvou řecký král Jiří I. a jeho syn Konstantin. Po zastávkách v Alexandrii, Port Saidu, Adenu, Kolombu, Singapuru a Hong Kongu lodě dorazily 10. května zpátky do Šinagawy.

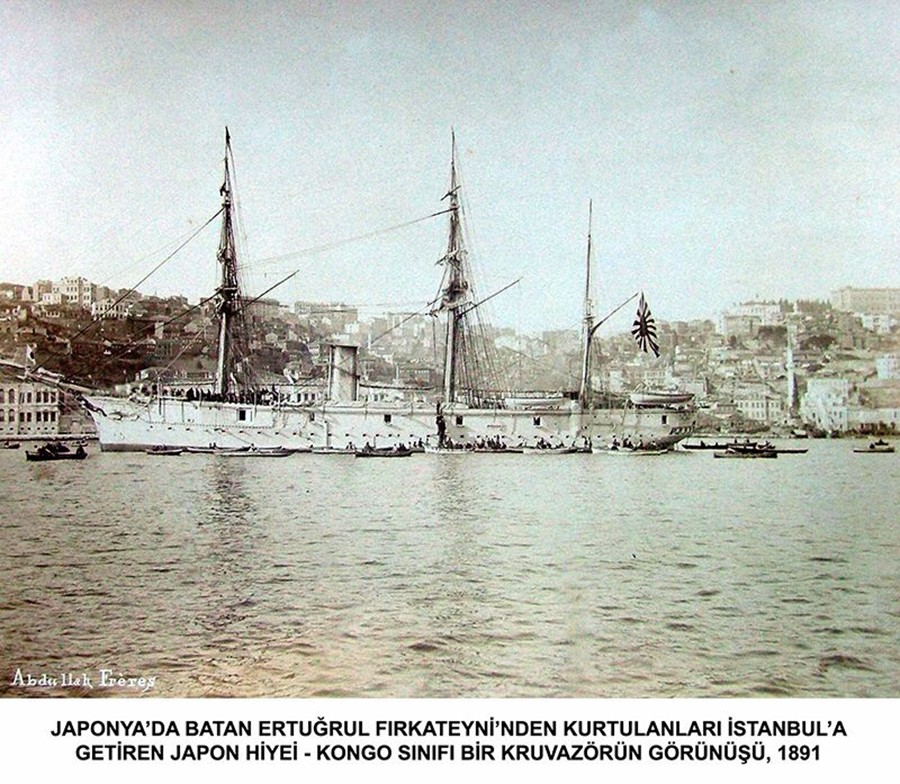
Hiei v Istanbulu, 1891

Hiei zahájila další svičnou plavbu 30. září 1891 a navštívila Austrálii a Manilu. Na začátku první čínsko-japonské války byla loď zařazena v Džóbi kantai (常備艦隊 ~ stálé loďstvo). V září se zúčastnila bitvy na řece Jalu a byla těžce poškozena palbou při pokusu proplout čínskou flotilou. Hiei byla 14. října převelena k Saikai kantai (西海艦隊 ~ západní loďstvo) a obě lodě třídy Kongó byly přítomny během bitvy o Wej-chaj v lednu a únoru roku 1895, ačkoli ani jedna nezaznamenala žádnou významnější akci. Hiei se poté ve stejném roce zúčastnila invaze na Formosu a bombardování čínských pobřežních pevností v Kao-siung.
Po válce se Hiei střídala ve cvičných plavbách s Kongó, přičemž od 13. dubna do 20. září 1897 uskutečnila plavbu na západní pobřeží Severní Ameriky a na Havaj a stejnou plavbu opakovala od 14. prosince 1898 do 28. srpna 1899. Během této plavby, dne 21. března 1898, byla loď překlasifikována na loď pobřežní obrany 3. třídy, i když nadále sloužila k výcviku. Obě lodě třídy Kongó uskutečnily od 19. února do 25. srpna roku 1902 svou poslední plavbu do Manily a Austrálie. Hiei pak sehrála menší roli v rusko-japonské válce, a v roce 1906 byla překlasifikována na průzkumnou loď. 1. dubna 1911 byla Hiei vyškrtnuta ze seznamu císařského námořnictva a 21. prosince byl nařízen její prodej. Přesné datum jejího prodeje není známo, ačkoli Maizurská námořní oblast ohlásila její prodej 25. března 1912.